# Clay Pigeons
Clay Pigeons es una película de comedia negra de 1998 escrita por Matt Healy y dirigida por David Dobkin. La cinta está protagonizada por Joaquin Phoenix, Vince Vaughn y Janeane Garofalo.
Es la segunda película en colaboración en pantalla entre Vaughn y Phoenix, siendo Return to Paradise la primera, estrenada el mismo año.

## Trama
En un campo de Montana, Earl, el mejor amigo del joven Clay Bidwell se mata a tiros después de confrontar a Clay por la aventura que había estado teniendo con Amanda, su esposa. Al enterarse, estaba angustiado y quería que pareciera que Clay lo había asesinado.
Al regresar corriendo a la ciudad, Clay busca la ayuda de Amanda para encubrirlo, pero ella se niega a ayudar porque no quiere que todos sepan sobre el asunto. Con dificultad logra meter el cuerpo en su camioneta y hacer que parezca que Earl lo condujo cuesta abajo, donde se estrelló y se quemó.
Poco tiempo después del funeral, Clay llega a su casa y encuentra a Amanda semidesnuda y sin remordimientos, presionándolo para que continúe con su aventura como si nada hubiera pasado. Sintiéndose culpable, Clay ahora se resiste a los avances de Amanda cuando ella se arroja hacia él. Lester Long, con quien sin darse cuenta se hace amigo en el bar, es testigo del comportamiento de Amanda.
Después de que Amanda, celosa, mata a Gloria, una camarera con la que Clay sale brevemente, mientras hacen el amor, ella lo convence de que no la denuncie. Clay arroja el cuerpo al lago. Al día siguiente, Clay y Lester van a pescar. Un cuerpo flota hacia la superficie y Clay supone que es Gloria. Lester le pide que lo informe él solo a la policía para no llegar tarde al trabajo.
Más tarde, Clay se encuentra con su Lester en casa de Amanda. Lester pasa todo el día con ella y al final la apuñala varias veces. Sin que Clay lo sepa, resulta que es un asesino en serie. A la mañana siguiente, Clay sigue a los coches patrulla hasta casa de Amanda y descubre que la han asesinado.
La agente del FBI Dale Shelby y su compañero Reynard llegan a la ciudad y examinan la escena del crimen, controlada de manera poco profesional. Se concentran con Clay como el principal sospechoso, ya que tienen imágenes de video de su aventura con Amanda, estaba saliendo con Gloria —ahora desaparecida— e informó haber encontrado una tercera víctima.
Lester hace que Clay se reúna con él junto al lago. Le dice que asesinó a la molesta Amanda en un intento de «ayudar» a su «compañero de pesca», dejando a Clay horrorizado. Al día siguiente se encuentra otro cuerpo, por lo que dragan el lago y encuentran varios más.
Clay finalmente les cuenta a los federales todo lo que sabe sobre Lester, pero cuando preguntan en la compañía de camiones, no lo conocen porque allí se hace llamar Bobby. Al registrar la casa de Clay, encuentran un cuchillo ensangrentado y lo encarcelan. Allí, Lester lo visita durante la noche sin que nadie lo vea y le insinúa que eliminará a Kimberly, una joven camarera que Clay conoce.
Mientras tanto, Lester va al bar local y coquetea con Dale, usando el nombre de Lloyd. Kimberly llega y los interrumpe y se van abruptamente. Poco después, Dale comienza a sospechar de él.
En la comisaría, Clay engaña fácilmente a un agente, lo encierra en la celda y le quita las llaves de la patrulla. Se dirige al lago, donde encuentra a Lester con su víctima prevista. Cuando Dale llega, se cruza con Kimberly que escapa de la escena corriendo y busca a Lester en el bosque.
Considerado absuelto de todos los cargos, Clay empaca su camioneta mientras se prepara para salir de la ciudad. Sin embargo, en el camino, Lester sigue a Clay hasta un diner. Clay le da la espalda a Lester. Luego Clay lo observa desde el restaurante mientras, presentándose como Lyle, convence a un hombre que se parece al Sheriff Mooney para que lo lleve con él. Dos policías lo siguen, mientras Clay se aleja en la dirección opuesta.

## Reparto
- Joaquin Phoenix como Clay Bidwell
- Vince Vaughn como Lester Long
- Janeane Garofalo como Dale Shelby
- Georgina Cates como Amanda
- Gregory Sporleder como Earl
- Phil Morris como Agente Reynard
- Scott Wilson como Sheriff Dan Mooney
- Vince Vieluf como Comisario Barney
- Nikki Arlyn como Gloria Collins
- Joseph D. Reitman como Glen

## Producción
Clay Pigeons fue desarrollada por la compañía Scott Free Productions de los cineastas Ridley y Tony Scott.
La combinación de humor y oscuridad del guion fue lo que atrajo a Vince Vaughn al proyecto. El actor descrigió a su personaje, Lester, como «un tipo que no es necesariamente del Oeste; es sólo una imagen que ha creado de sí mismo. Cualquiera que sea su realidad (ser gravemente herido por mujeres o lo que sea), lo ha superado, tomando partes y fragmentos de cosas que ha visto en películas. Ve su vida como una extraña película occidental, en la que él mismo es el héroe. Piensa que es una persona cuerda en un mundo loco». Vaughn eligió no crear su personaje «tan serio» y hacerlo «gracioso en cierto modo» para evitar que resultara como una «película mala de HBO». Al actor le interesó la idea de interpretar un personaje que asesinaba gente pero al mismo tiempo tenía habilidades sociales y era atractivo.
El director David Dobkin dijo sobre los personajes: «Quería que todos fueran diferentes de lo que parecen ser: el agente del FBI que fuma marihuana, el alguacil del pueblo que parece lento pero es quien al final descubre los asesinatos».
La filmación se llevó a cabo en Utah.

## Recepción
En el agregador de reseñas Rotten Tomatoes, la película tiene un índice de aprobación del 61 % basado en reseñas de 54 críticos. El consenso del sitio dice: «Joaquin Phoenix, Janeane Garofalo y Vince Vaughn juegan a matar en esta comedia negra, pero la puntería de la película erra algunos tiros». En Metacritic, la película tiene una puntuación de 49/100 basada en 26 reseñas, lo que indica «críticas mixtas o promedio».
En una lista de las mejores actuaciones de Vince Vaughn realizada en 2015, el crítico Neal Damiano colocó a Clay Pigeons en el número uno y consideró que en Clay Pigeons el actor demostró su «capacidad de actuación como en ninguna otra película». Damiano agregó que «a menudo desempeña papeles cómicos que no representan ningún peligro o amenaza grave. En Clay Pigeons está completamente transformado en un sociópata muy peligroso, espeluznante y bastante convincente».